# Touwwerk

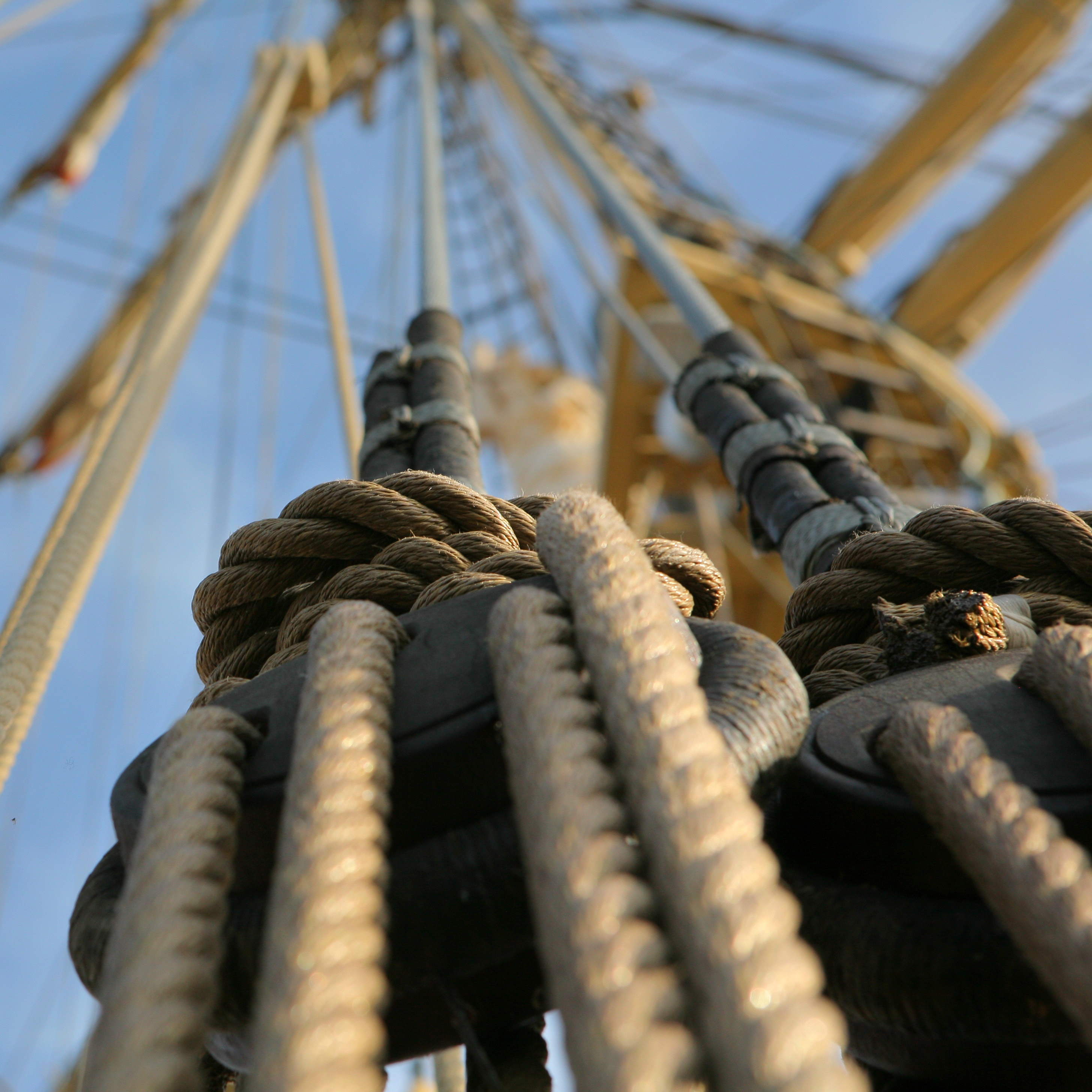
wantspanners

De term touwwerk duidt op alle touwen, genaamd lijnen, die gebruikt worden op schepen. Ook de lijnen voor laden en lossen en de sloepen behoren daartoe. Het touwwerk is bevestigd aan de rondhouten, zeilen en masten via katrollen, blokken, ringen. Het materiaal van de lijn is afhankelijk van de functie en het doel van de lijn. In de keuze spelen zaken als de kracht, duurzaamheid, vocht en onderhoud een rol. Het touwwerk bestaat uit twee types: staand en lopend touwwerk.
Het staand touwwerk is statisch, beweegt dus niet en wordt gebruikt om de masten en de rondhouten op de plaats te houden. Moderne staande tuigages zijn meestal van staalkabel. Vroeger gebruikte men hetzelfde materiaal voor het staand als voor het lopend touwwerk, echter ingesmeerd met teer, om het tegen het weer te beschermen.
Het lopend touwwerk wordt gebruikt om de zeilen en de masten te bedienen, te trimmen, te laden en lossen. De kwaliteitseisen aan het materiaal zijn eenvoudig: soepel en sterk. De krachten die erop worden uitgeoefend bepalen de dikte van de lijn. Op dwarsgetuigde schepen wordt de vaak grote hoeveelheid aan touwen en lijnen vastgezet op meerdere nagelbanken. 